# Fernsprechamt Berlin Nord
Das ehemalige Fernsprechamt Berlin Nord auch Fernsprechamt N 24 bestand auf dem Gelände Oranienburger Straße 70, Tucholskystraße 16–20 und Ziegelstraße 21–23 im Berliner Ortsteil Mitte des gleichnamigen Bezirks und ist ein gelistetes Baudenkmal.

## Geschichte
Seit 1864 wurde das Paketpostamt III im Karree von Oranienburger Straße 70, Artilleriestraße 17–20 und Ziegelstraße 21–23 neu erbaut. Es sollte den gesamten Berliner Paketverkehr realisieren, d. h. hier wurden die eingehenden Pakete auf die einzelnen Zustellbezirke sortiert. Im Erdgeschoss befinden sich die dafür nötigen Räume (Ausgabekammer, Verlese- und Bestellpackkammern). In der zweiten Etage befinden sich die Büros und die Dienstwohnung des Vorstehers, während im dritten Geschoss das Hauptfernsprechamt und das Stadtfernsprechamt 3, im Dachgeschoß die Fernsprechvermittlungs-Anstalt III untergebracht wurde. Dieser Teil des Paketpostamtes wurde in den Jahren 1885–1888 als Vorläufer nach Entwürfen von August Kind aus der Bauabteilung im Reichspostamt und unter der Bauleitung von Post-Baurath Wilhelm Tuckermann errichtet. Ein zehnseitiger Kuppelunterbau mit eisernem Fernsprech-Abspanngerüst zur Aufnahme von 800 Fernsprech-Isolatoren ist dabei errichtet worden. Nach dem Ersten Weltkrieg stieg der Bedarf an Telefonverbindungen für die schnell wachsende Hauptstadt des Deutschen Reiches drastisch an. So entstand in einer Rekordbauzeit von 1926 bis 1927 auf dem Gelände des ehemaligen Paketpostamt das für Berlin dringend benötigte Fernsprechamt Nord.

## Architektur
Dem Stil der Zeit folgend entstand nach dem Entwurf von Regierungsbaumeister a. D. Dr.-Ing. Felix Gentzen ein imposantes Gebäude, ein meisterhaftes Zeugnis expressionistischer Architektur des Art déco. Die Bauausführung auf der Basis gebrannter Klinker mit den Bauformen des Backsteinexpressionismus der 1920er Jahre ist vergleichbar mit dem Chilehaus in Hamburg von 1924.

## Weiternutzung

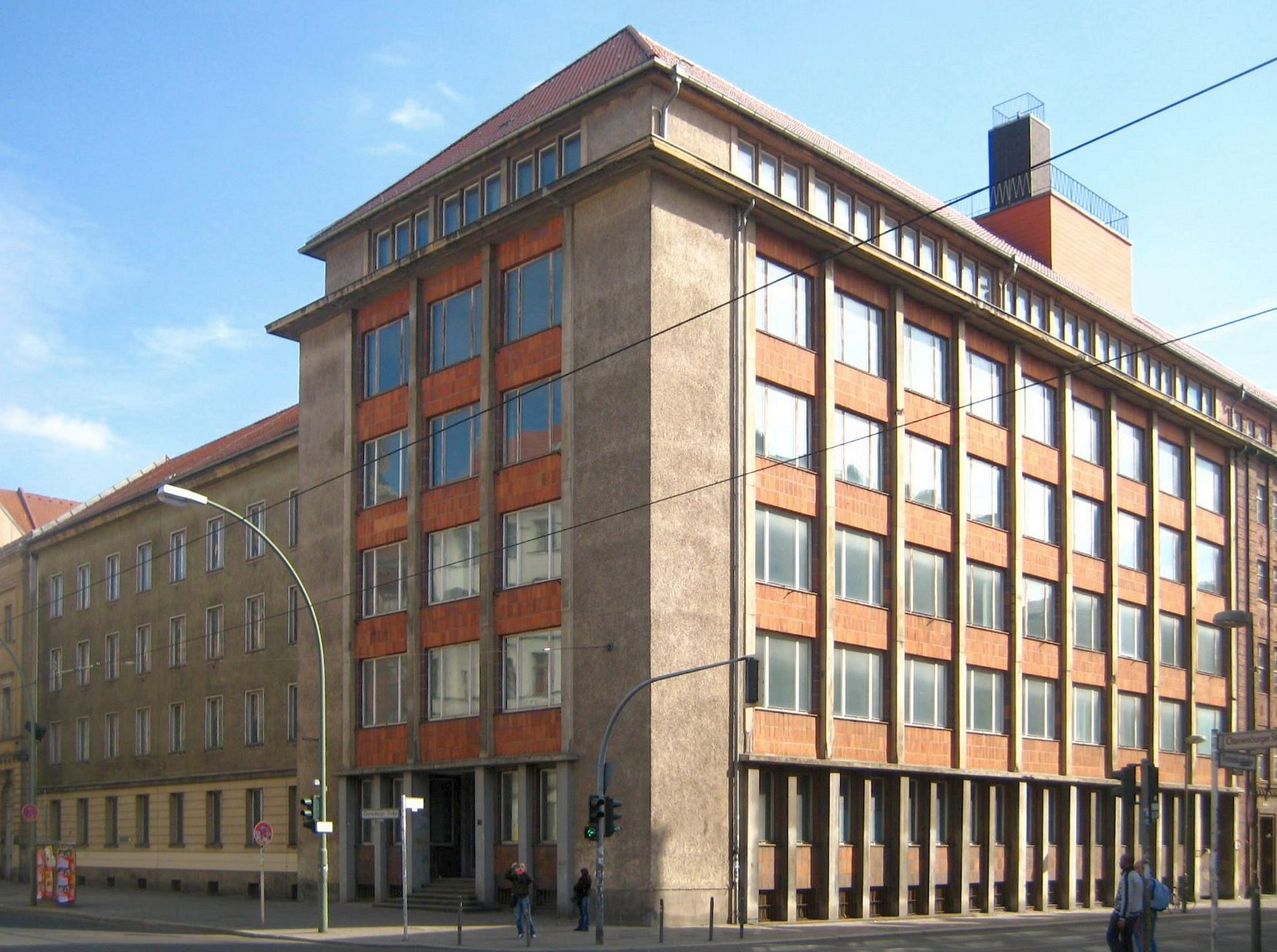
Institut für Post- und Fernmeldewesen, Oranienburger Straße 70/Tucholskystraße 14

Durch den Zweiten Weltkrieg waren wenig Beschädigungen durch Bombardierungen entstanden. Mit Ende des Krieges erfolgte die Wiederaufnahme des Betriebes durch Weisungen der Alliierten, hier die sowjetische Militäradministration. Ab April 1949 wurden sämtliche Verbindungen vom Fernamt der Westsektoren, also der Winterfeldtstraße, in die Sowjetische Besatzungszone (SBZ) unterbrochen. Gespräche von West-Berlin in die SBZ konnten nur noch über Ämter in Westdeutschland hergestellt werden. Ab Mai 1952 unterbrach die DDR-Post alle Fernsprechleitungen zwischen den Westsektoren und Ost-Berlin, sodass keine direkten Anrufe mehr vom West- in den Ostteil der Stadt möglich waren. Mit der Gründung der DDR erfolgte der Aufbau eines eigenständigen Postbetriebes.
Später wurde das Fernmeldeamt um das Institut für Post- und Fernmeldewesen der DDR (1958–1963) ergänzt, das seitdem das Eckgebäude zur Oranienburger Straße 70/Tucholskystraße 14 bildet.
Mit der Deutschen Wiedervereinigung 1990 vereinigten sich auch die Deutsche Post der DDR und die Deutsche Bundespost. Die Einrichtungen wurde nicht mehr benötigt und so endete die Nutzung des Gebäudes durch die Telekom, dem Nachfolger nach der Privatisierung der Post, 1992.
Nach weiterer Privatisierung gelang es 2001 für das Ensemble innerhalb des Projektes Forum Museumsinsel durch Käufer eine Nachnutzung zu finden. Zur Tucholskystraße hin sind die ebenerdigen Flächen für Handel und Dienstleistungen vorgesehen. In die modern gestalteten Loftbüros ist die Firma Delivery Hero SE mit ihrer Zentrale eingezogen.